# Petre Bejan
Petre Bejan (n. 2 ianuarie 1896, Ploiești, România – d. 6 septembrie 1978, București, România) a fost un inginer și om politic român.

## Biografie

### Antecedente și începutul carierei
Născut la Ploiești, Bejan era descendent dintr-o familie de educatori, originari din satul Monor din județul Bistrița-Năsăud din Transilvania. Tatăl său, Nicolae Francisc, hărțuit de autoritățile austro-ungare, a plecat în Vechiul Regat Român, stabilindu-se ca profesor de germană la Ploiești în anul 1892. În anul următor, s-a căsătorit cu Elena Drăgulinescu, profesoară din Vălenii de Munte, numindu-și fiul după modelul său politic, Petre P. Carp de la Partidul Conservator (PC). A murit în anul 1901, la vârsta de 38 de ani, în timp ce se afla în fața clasei sale.
Petre Bejan a urmat Liceul Sfinții Petru și Pavel, s-a înscris apoi la Școala Națională de Poduri și Autostrăzi, luând o diplomă de inginer în anul 1920. A lucrat în industria petrolieră locală în diverse locuri de muncă, mai precis: șef de lucrări la Societatea Columbia, director la Societatea Forage Le Moine și președinte al consiliului de administrație la Creditul Carbonifer.

### Viața politică în Regatul Român
Membru al Partidului Național Liberal (PNL), a câștigat pentru prima dată un mandat de parlamentar în Camera Deputaților din România în anul 1933. Bejan a ocupat apoi diverse posturi în cabinetele lui Gheorghe Tătărescu, subsecretar de stat la armament la MApN (luna mai a anului 1935–luna februarie a anului 1937), subsecretar de stat în cabinetul primului ministru. În perioada 1945–1946, a condus secția județeană Prahova a Partidului Național Liberal–Tătărescu (PNL-T). De asemenea, a ocupat funcția de ministru al Industriei și Comerțului din luna martie a anului 1945 până în luna noiembrie a anului 1946, în guvernul dominat de Partidul Comunist Român (PCR) al lui Petru Groza.
Înainte de alegerile din anul 1946, a făcut campanie alături de liderii comuniști Ana Pauker și Gheorghe Gheorghiu-Dej. La un miting electoral al Blocului Partidelor Democrate (BPD), el l-a lăudat pe acesta din urmă drept „marea luptătoare pentru muncitorii noștri și aspirațiile națiunii noastre”, îndemnând alegătorii să admire „modestia, dragostea ei pentru popor și țară, care vibrează în fiecare dintre ele, a celei din urmă cuvântul pe care ea îl rostește”. Între timp, acesta a atacat dur Partidul Național Țărănesc (PN-Ț/PNȚ) și aripa Dinu Brătianu a PNL (PNL-B), acuzându-le injust și în mod personal oportunist că ar adăposti figuri „total responsabile pentru dezastrul nostru național”. Mai mult, i-a cerut lui Tătărescu să impună PNL-T o politică de loialitate față de comuniști.
Până în vara și toamna anului 1947, Bejan conducea aripa pro-comunistă a PNL-T, nu din afinitate doctrinară, ci din oportunism politic. O interpretare mai caritabilă susține că el încerca să-și mențină partidul pe linia de plutire cu orice preț, în speranța că o schimbare în situația internă, dar mai ales internațională, va readuce România pe o cale democratică. La începutul lunii noiembrie, miniștrii liberali și-au dat demisia din guvern, iar Bejan a preluat partidul de la Tătărescu. El a dezvăluit o platformă care i-a șocat pe unii membri: deși nu a predicat lupta de clasă, fracțiunea sa a îmbrățișat o viziune așa-zis „liberal-socialistă” care a acceptat sfârșitul capitalismului pe plan național, deși cerea ca proprietatea privată individuală să fie protejată, demonstrând o ambivalență și dihotomie politică pentru scopuri personale.

### Consecințe sub comunism
În luna februarie a anului 1948, după instaurarea regimului comunist, a decis să țină un congres de partid, expulzând preventiv mai mulți membri care nu au reușit sau dorit să adere la noua linie de conducere. Congresul a fost amânat mai târziu în acea lună; între timp, el a decis să participe la alegerile din martie pentru o adunare constituantă. Comuniștii au permis celor care era acum PNL-Bejan să câștige șapte locuri; Bejan și-a declarat satisfacția. Prima ordine a lucrărilor adunării a fost adoptarea unei noi constituții pe modelul stalinist; Bejan s-a ridicat să laude și și-a declarat deplin sprijinul pentru cartă, toți deputații PNL-B votând pentru. În iunie, el a votat pentru naționalizarea industriei. Ultima întâlnire oficială a conducerii partidului a avut loc în luna mai a anului 1948; la sfârșitul lunii, ziarul său, Drapelul, a încetat să apară.
În ciuda colaborării cu noile autorități, în luna mai 1950 a fost arestat pentru rolul său în cadrul PNL. Groza a insistat pentru arestare, argumentând că atâta timp cât va rămâne liber, Bejan ar putea inspira adepți. În teorie, în calitate de membru al Marii Adunări Naționale, se bucura de imunitate legislativă. Când la domiciliul său s-au prezentat agenți ai Securității, acesta a cerut să vadă mandatul de arestare și a refuzat să-i urmeze, cerând să discute cu Constantin Ion Parhon (șeful nominal al statului la acea vreme); după ce i s-a permis să vorbească la telefon, Bejan a întrebat dacă i-a fost ridicată imunitatea parlamentară și i s-a spus că este inutil să obiecteze. În anul 1951, a fost trimis într-o colonie penală pentru doi ani. Mandatul său a fost apoi mărit din cauza „activității sale intense împotriva clasei muncitoare”. Eliberat din închisoarea Sighet în luna iulie a anului 1955, a fost nevoit să trăiască cinci ani în exil intern pe Câmpia Bărăganului din Măzăreni, județul Brăila. După expirarea acestui mandat în anul 1960, a fost trimis să lucreze ca inginer la gospodăria din Butimanu, județul Dâmbovița.
Petre Bejan a avut doi copii, mai exact doi fii, pe Marius și Romulus Bejan.